# شهباء مول
الشهباء مول أو شهبا مول أو مول الشهباء (الإنجليزية : شهباء مول) هي إحدى أكبر مراكز التسوق في مدينة حلب في سوريا. يقع المركز في بلدة كفرحمرة شمال غرب حلب، على بعد 6 كم من مركز مدينة حلب. يشتمل المركز على العديد من محلات الأزياء و متاجر الهاتف المحمول و المطاعم و هايبر ماركت تابع لكارفور بالإضافة إلى متنزه داخلي و سبع قاعات سينما و فندق 4 أنجوم يحتوي على 220 غرفة و الكثير من المرافق الأخرى.

## لمحة عامة
يتألف مركز التسوق من خمسة طوابق :
- الطابق التحت أرضي : يوجد فيه هايبرماركت كارفور و فروع البنوك و المقاهي و الصيدليات و محلات البصريات و الإلكترونيات.
- الطابق الأرضي : تتركز فيه بشكل رئيسي متاجر الأزياء و الموضة و التي تعود لماركات عالمية عديدة.
- الطابق الأول : يوجد فيه العديد من ماركات الأزياء و الموضة و مستحضرات التجميل.
- الطابق الثاني : يوجد فيه محلات ألبسة الأطفال.
- الطابق الثالث: يوجد فيه قاعات عرض السينما السبعة بالإضافة للمتنزه الداخلي و المطعم.

تضرر المركز التجاري نتيجة معارك الأزمة السورية، مما أدى لإغلاقه بصورة مؤقتة.